# کوارتربک

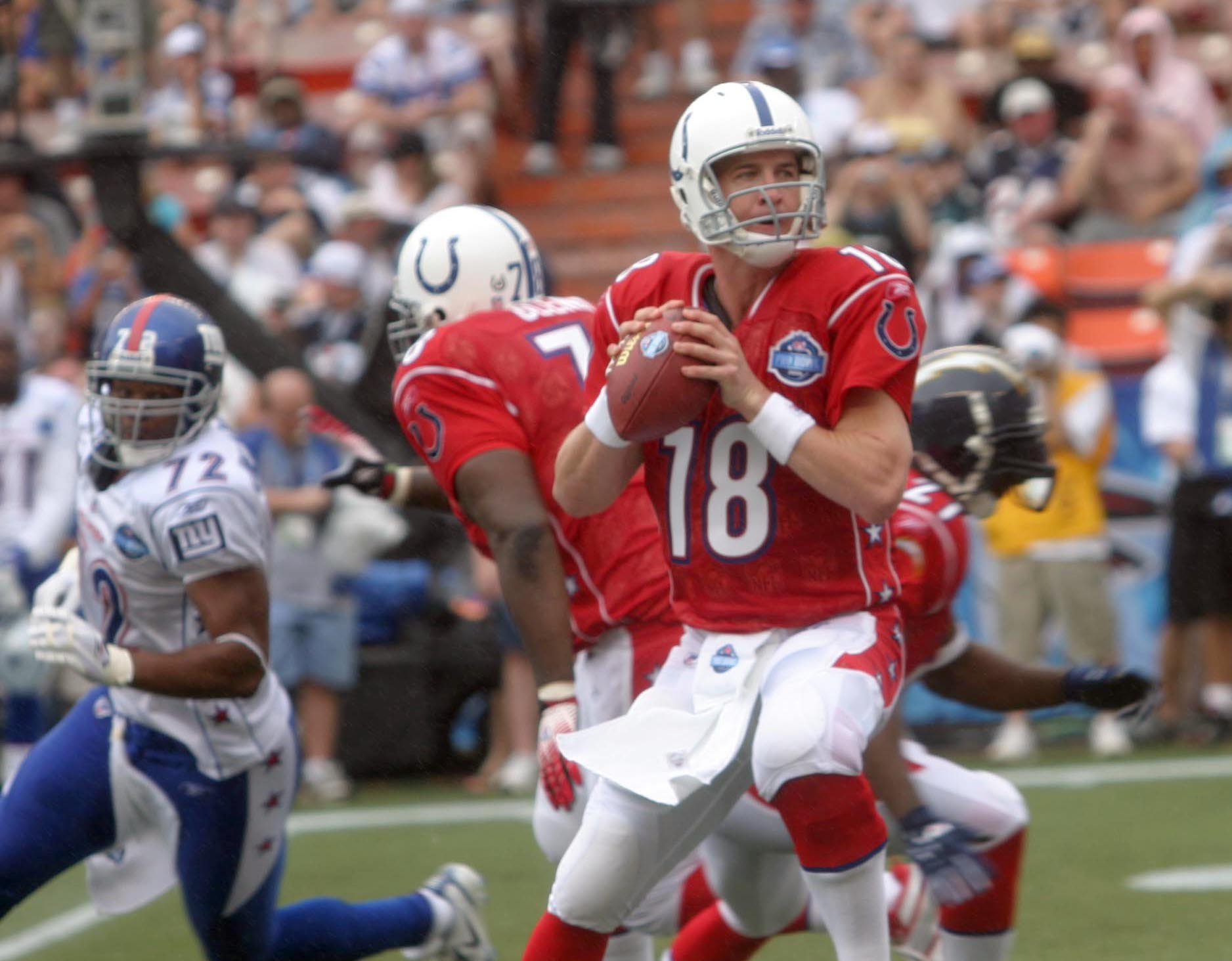
پیتون منینگ، کوارتربک صاحب‌نام تیم تنسی والنتیرز بود که نهایتا به تیم ایندیاناپولیس کولتز پیوست.

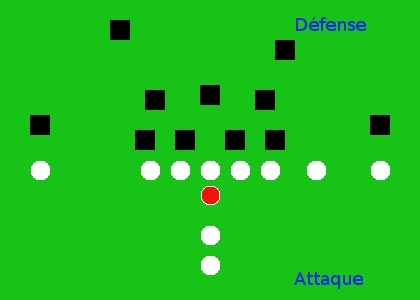
جایگاه کوارتربک (نقطه قرمز) در میان تیم خود (نقاط سفید)، و تیم مقابل (نقاط سیاه) در هر بازی

کوارتربک (به انگلیسی: Quarterback) نام یکی از پست‌های بازی فوتبال آمریکایی است.
معمولا در هر تیم در هر بازی، فقط یک کوارتربک مشغول به بازی است، و شاید کلیدی‌ترین پست تمام تیم باشد.
کوارتربک وظیفهٔ پخش توپ را رو به جلو در هر بازی بر عهده دارد، و از این جهت نقطه آغازین تهاجم علیه تیم مقابل است.
کوارتربک باید تلفیقی از هوش بالا، چابکی، تیزبینی، و قدرت را در بازی خود داشته باشد.

## مشاهیر
- استیو مک‌نیر